# 東京愛情故事
《東京愛情故事》（日语：東京ラブストーリー），是日本漫畫家柴門文的一部愛情漫畫，1988年於小學館《Big Comic Spirits》開始連載，單行本全4卷已發售。台灣中文版由尖端出版代理，譯名為《東京愛的故事》。
2016年1月26日於《Big Comic Spirits》推出續集短篇漫畫《東京愛情故事ー 〜After 25 years〜》續集短篇漫畫，由於大受好評，11月10日於小學館《女性SEVEN》推出全7回的後續發展漫畫。

## 劇情內容
在「Heart Sports」公司工作的完治暗恋同学里美，同事莉香一直幫助他談戀愛，但完治卻發現和莉香日久生情，感情徘徊在兩個女人之間……

## 主要角色
*角色下方為依序為1991年日劇版演員、香港粵語版配音、中國大陆普通话版配音，以及2020年日劇版演員。

永尾完治
演員：織田裕二，配音：林保全（亞洲電視版本）、夏志卿；伊藤健太郎（2020）
出身愛媛而到東京「Heart Sports」工作，性格良善。根據健一的形容是日本前三名的好人，一直暗戀里美，後來和莉香戀愛，卻因莉香過份「博愛」和憂慮症煩惱不已， 而且對莉香「五人份」的愛情重擔無法承受。
赤名莉香
演員：鈴木保奈美，配音：朱妙蘭（亞洲電視版本）、梅梅；石橋靜河（2020）
完治的同事。原作設定在非洲津巴布韦長大，性格敢愛敢恨，愛心泛濫，做事不依常規，因憂慮症飽受折磨。對愛人完全奉獻亦要求對方如是，這間接造成永尾離開她的導火線。
關口美
演員：有森也實，黃玉娟（亞洲電視版本）；石井杏奈（2020）
完治和健一的同學。家裡經營賓館使她對性懷有罪惡感。個性比較像傳統女性，曾是排球隊女將，外剛內柔。最初知道完治喜歡自己但未能順利發展，同時卻發現健一也一直喜歡自己並於其同居，卻因對方用情不專而離開，輾轉之下最後與完治結婚。
三上健一
演員：江口洋介，陳欣（亞洲電視版本）、刘家帧；清原翔（2020）
文京大學醫學院學生，完治的同學兼好友。很受女性歡迎，但並不能填補他心靈上的寂寞，和因父親討厭自己而造成的童年不快樂。本來與里美交往，因為里美使他太有安全感，但因風流而失去了她。最終則與尚子之間的愛情開花結果。劇中江口洋介的長髮造型很受歡迎，如鄭伊健等藝人也受其影響而模仿之。
長崎尚子
演員：千堂晃穗，樂蔚（亞洲電視版本）；高田里穗（2020）
醫院院長之女。個性順從，但喜歡上健一時才知道自己的真正心意。最後不惜與婚約者離婚，違抗父母之命與健一在一起。
和賀夏樹
演員：西岡德馬；真島秀和（2020）
完治和莉香任職的公司社長。莉香是他的前女友，不過卻是婚外情。對完治十分看重，支持他與莉香的發展。日劇版中將他與莉香之間的感情部分淡化處理，原作中則是對莉香愛得不惜拋棄一切。
田田井梓（たたい アズサ）
為原作漫畫登場人物，是完治、三上、里美的高中同學，在電視劇版中刪除。原作中在被完治甩掉的第二天，於教室黑板上寫下「我討厭大家」之後跳樓自殺。雖然感情關係複雜，但實際上似乎是對完治動了真情。完治曾形容莉香「感覺很像梓」。

## 單行本
| 卷數  | 收錄話 | 初版發售日     | ISBN               |
| ----- | ------ | -------------- | ------------------ |
| 第1卷 | 1〜12  | 1990年4月12日  | ISBN 4-09-181851-X |
| 第2卷 | 13〜23 | 1990年7月13日  | ISBN 4-09-181852-8 |
| 第3卷 | 24〜34 | 1990年10月12日 | ISBN 4-09-181853-6 |
| 第4卷 | 35〜46 | 1990年12月12日 | ISBN 4-09-181854-4 |

## 1991年版電視劇

### 播出時間
- 臺灣衛視中文台於1991年10月21日至1991年12月31日播出國語配音版，亦是該台首部日本偶像劇而引發熱潮，其譯名《東京愛情故事》也跟著聲名大噪，除香港外其他電視台播出時廣泛引用。

臺灣電視公司臺灣電視台於1992年重播原音版。
緯來日本台於2002年重播原音版。
客家電視台於2020年5月18日起（逢週一、二）重播客語配音版。
八大戲劇台於2020年10月24日起（逢週六、日）重播原音版。
- 香港亞洲電視本港台於1993年起播出粵語配音版。
- 中国大陆上海电视台於1995年起播出普通話配音版，於2009年東方衛視重播。

### 演員表
- 赤名莉香 - 铃木保奈美
- 永尾完治 - 織田裕二
- 關口美 - 有森也實
- 三上健一 - 江口洋介
- 長崎尚子 - 千堂晃穗
- 和賀夏樹 - 西岡德馬（日语：西岡德馬）

#### 其他角色／演員
- 渡邊昇：中山秀征（日语：中山秀征）
- 北川時子：水島香織
- 石井景子：伊藤美紀
- 秋山綠：五島悦子（日语：五島悦子）
- 坂田雅信
- 前田真之介
- 依田朋子
- 前田賀奈子（日语：前田賀奈子）
- 牧野友彌
- 松永博史（日语：松永博史）
- 阿部六郎（日语：阿部六郎）
- 山口千恵美
- 大内美和子
- 潮哲也（日语：潮哲也）
- 武野功雄（日语：武野功雄）
- 青木和代
- 冨家規政（日语：冨家規政）
- 野村信次（日语：野村信次）
- 蘆澤孝子
- 矢田稔
- 小川麻衣子

### 與原著差別
- 原作以完治的觀點敘事，電視劇則改為莉香觀點。田田井梓此一角色未登場。
- 原作中完治與莉香為和賀經營的廣告公司「和賀事務所」職員，電視劇版改為運動用品廠商「Heart Sports」，和賀的職位變為部長。
- 原作中莉香為辛巴威出身，但電視劇改為自洛杉磯回國的歸國子女。
- 原作中，完治在莉香暫離日本時，與里美確定了彼此的愛意而交往，但對懷了非自己的孩子的莉香仍十分關心，最後為遵守約定而到愛媛找尋莉香，並在之後與里美結婚生子。戲劇版中，完治是因未能對里美忘情，而放棄莉香。
- 原作中莉香離開完治是因為與懷了和賀的孩子阿非利加；在愛媛與完治重逢時已是近臨盆狀態。電視劇中則是為成全完治與里美而自己退出。
- 電視劇中刪去了原作裡莉香的部份個性較為負面設定（包括懷孕生子等部分），塑造成個性相當可愛討喜的女性，也令飾演此角色的鈴木保奈美一砲而紅。
- 原作中完治婚後未再與莉香相遇，電視劇則是在參加三上的婚禮後與莉香重逢。
- 電視劇版中，對美的描寫較少，後期的劇情發展中則似乎變得像個對莉香橫刀奪愛的女人，因而受女性觀眾反感。飾演里美的有森也實在多年後受訪回顧時也曾提及，當年甚至曾收到過度入戲的激動影迷所寄來的刮鬍刀片威脅。
- 戲劇版中，加入了尚子父母出席她與三上婚禮的場面。

### 音樂
- 主題曲：小田和正「愛情故事突然發生」（作曲、作詞、編曲：小田和正）
- 插曲：崎谷健次郎（日语：崎谷健次郎）「もう一度夜を止めて」（ポニーキャニオン）

### 製作人員
- 原作：柴門文（小學館）
- 編劇：坂元裕二
- 音樂：日向敏文
- 音樂製作人：志田博英（日语：志田博英）
- 導演：永山耕三（日语：永山耕三）（第1、2、5、7、9、11集）、本間欧彦（日语：本間欧彦）（第3、4、6、8、10集）、林徹（日语：林徹）、中江功（日语：中江功）
- 監製：山田良明（日语：山田良明）
- 製作人：大多亮
- 製作：富士電視台

### 收視率
| 集數                                               | 播映時間      | 中文標題             | 日文標題 | 編劇     | 導演     | 收視率 |
| -------------------------------------------------- | ------------- | -------------------- | -------- | -------- | -------- | ------ |
| 第1回                                              | 1991年1月7日  | 相遇與重逢           |          | 坂元裕二 | 永山耕三 | 20.7%  |
| 第2回                                              | 1991年1月14日 | 愛的真諦             |          | 坂元裕二 | 永山耕三 | 20.8%  |
| 第3回                                              | 1991年1月21日 | 兩人的開端           |          | 坂元裕二 | 本間欧彦 | 19.9%  |
| 第4回                                              | 1991年1月28日 | 成為你的羽翼         |          | 坂元裕二 | 本間欧彦 | 17.1%  |
| 第5回                                              | 1991年2月4日  | 永誌不忘             |          | 坂元裕二 | 永山耕三 | 19.9%  |
| 第6回                                              | 1991年2月11日 | 以紅線相繫           |          | 坂元裕二 | 本間欧彦 | 20.1%  |
| 第7回                                              | 1991年2月18日 | 愛無法等待           |          | 坂元裕二 | 永山耕三 | 22.4%  |
| 第8回                                              | 1991年2月25日 | 相信這段戀情         |          | 坂元裕二 | 本間欧彦 | 22.9%  |
| 第9回                                              | 1991年3月4日  | 不要走               |          | 坂元裕二 | 永山耕三 | 26.3%  |
| 第10回                                             | 1991年3月11日 | 約定                 |          | 坂元裕二 | 本間欧彦 | 29.3%  |
| 最終回                                             | 1991年3月18日 | 再見                 |          | 坂元裕二 | 永山耕三 | 32.3%  |
| 平均收視率22.9%（關東地區·Video Research公司調查） |               |                      |          |          |          |        |
| 特別篇                                             | 1993年2月12日 | 再續！愛情故事的回憶 |          | 坂元裕二 | 永山耕三 | 29.9%  |

## 2020年版電視劇
2020年，東京愛情故事再度被重製，2020版的電視劇由富士電視台制作，并在富士電視台On Demand和Amazon Prime Video上发行。
2021年10月13日至2021年12月22日的每周三0:25～1:25期間，重製後的電視劇在富士電視網播出。此外，2020版電視劇播出後，此前由織田裕二和鈴木保奈美共同主演的1991年版本的電視劇在Gyao!、TVer和FOD上免费发行。
与1991年版本的電視劇不同的是，男主角永尾完治由伊藤健太郎饰演，女主角赤名莉香由石橋靜河饰演。新版的電視劇以2020年的东京为背景，而且加入了智能手机和社交網路服務等元素 。

## 經典場景
- 西郷山公園（日语：西郷山公園）
- AMLUX池袋
- 白金棧道橋（日语：白金桟道橋）
- 表參道
- 日本青年館

## 外部連結
- 沿着《东爱》的足迹前行 （页面存档备份，存于）
- （繁體中文）緯來日本台 官方網站 （页面存档备份，存于）